# 布萊恩·巴賓

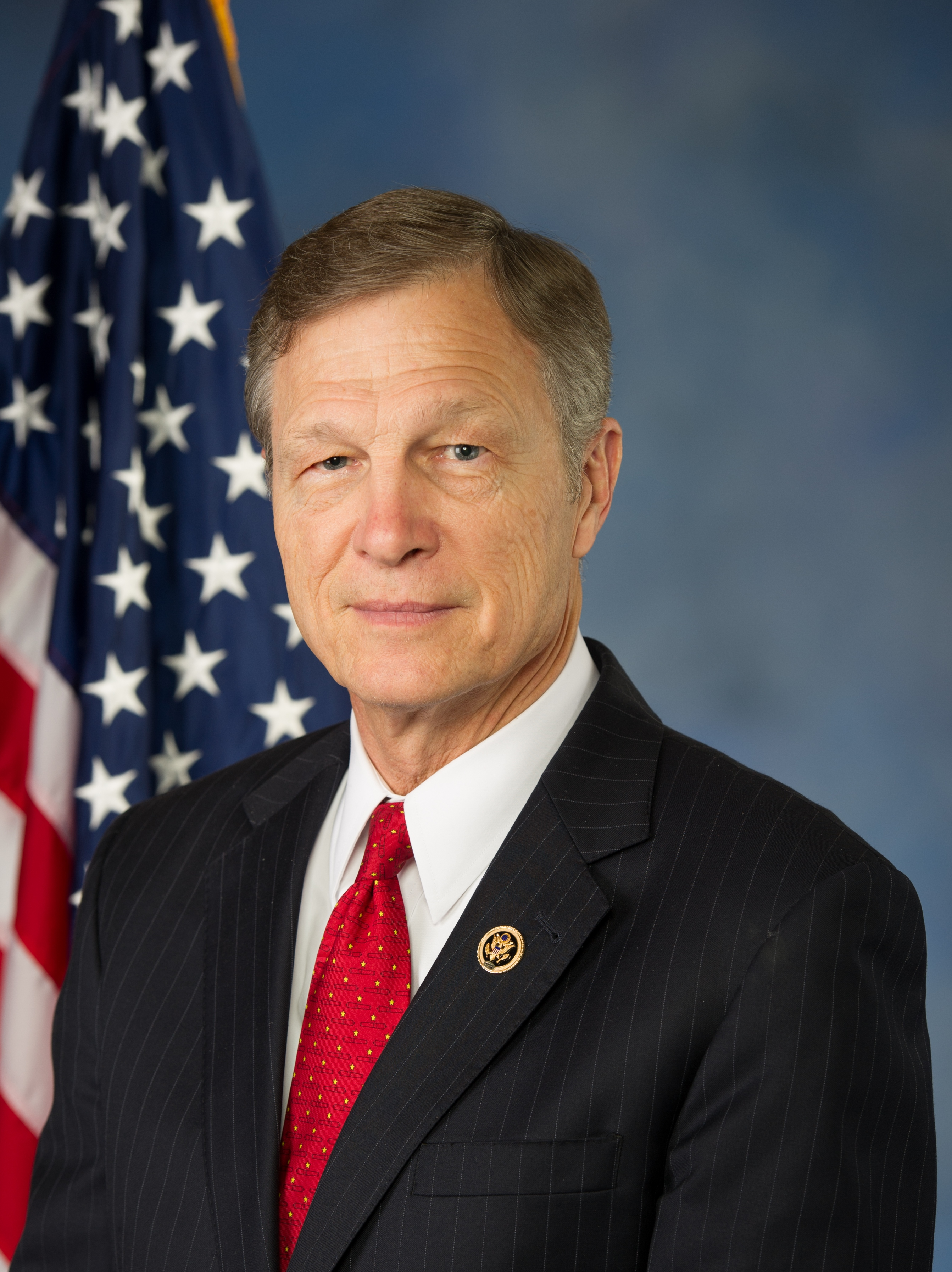
布萊恩·巴賓

布萊恩·巴賓（Brian Babin；1948年3月23日—），美國政治人物。自2015年開始，他是德克薩斯州第36選舉區選出的美國眾議院議員。他的黨籍是共和黨。巴賓早年曾於美國空軍服役，官至上尉，在出任國會議員之前曾任伍德維爾市長。